# Carl von Thieme

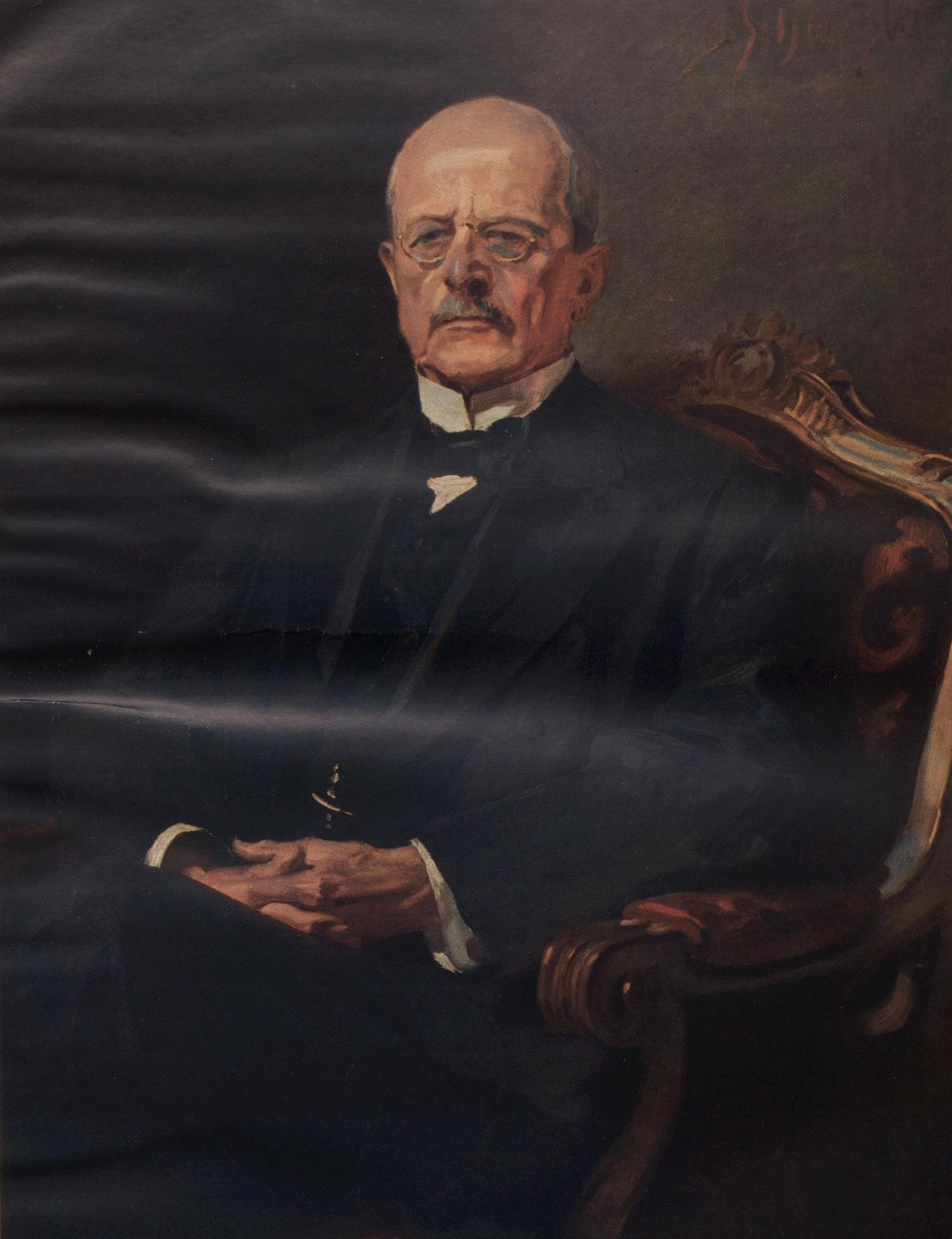
Carl von Thieme, Gemälde von Leopold Schmutzler

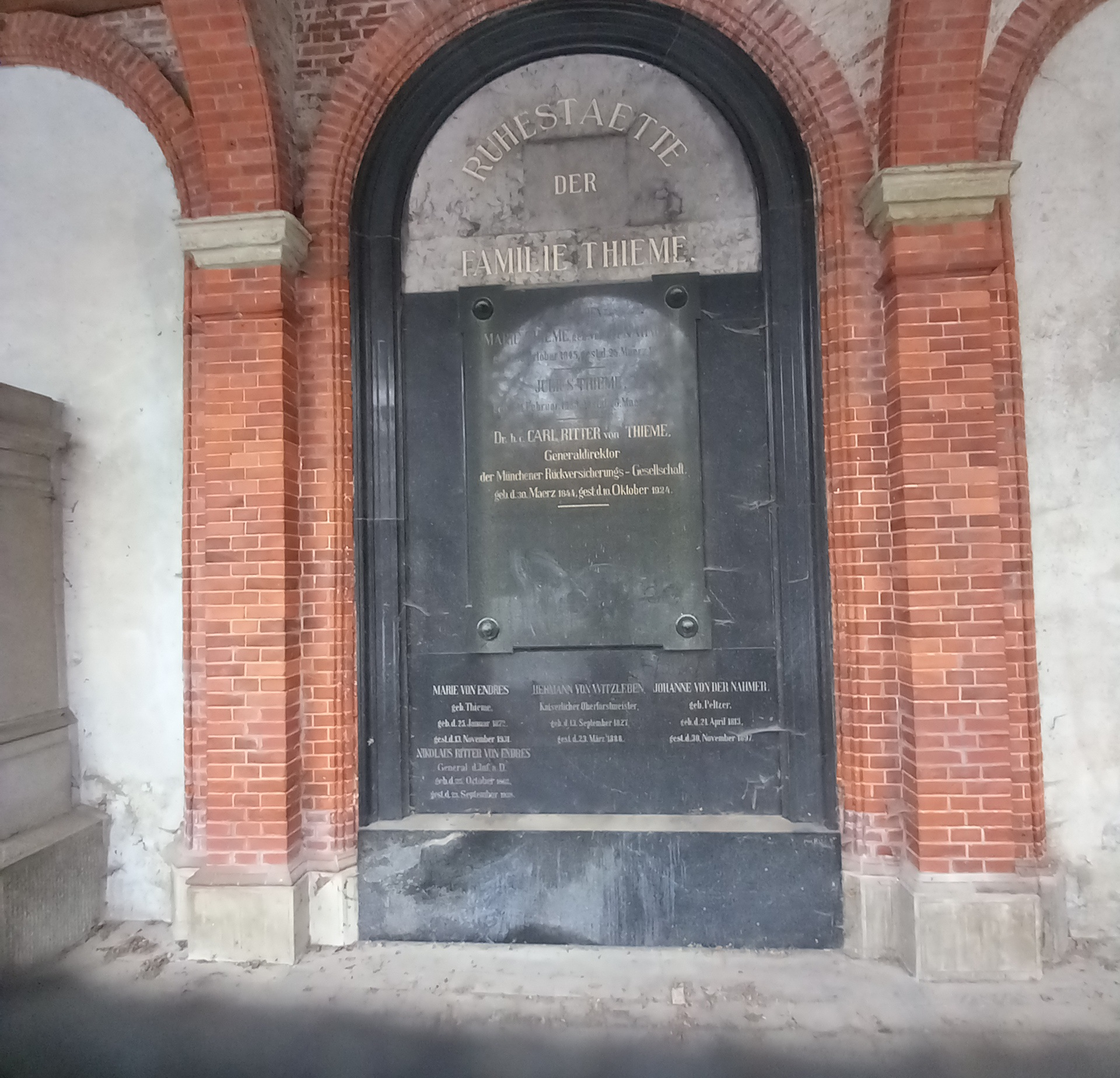
Das Grab von Carl von Thieme und seiner Ehefrau Marie, geborene von der Nahmer, auf dem Alten Nordfriedhof in München

Carl Thieme, ab 1914 Carl Ritter von Thieme, (* 30. April 1844 in Erfurt; † 10. Oktober 1924 in München) war ein deutscher Manager in der Versicherungswirtschaft, er war Mitbegründer von zwei großen deutschen Versicherungsunternehmen, der Münchener Rückversicherungs-Gesellschaft und der Allianz AG. Thieme war ab der Gründung der Allianz 1890 bis 1904 auch deren erster Generaldirektor.

## Leben und Wirken
Thiemes Vater war Direktor der Thuringia Versicherungs-AG in Erfurt. Nach der Schule absolvierte Carl Thieme eine Ausbildung im Unternehmen seines Vaters, anschließend arbeitete er auch dort. 1871 wurde er Leiter der Münchener Generalagentur, 1873 Leiter der bayerischen Generalagentur.
1880 gründete er zusammen mit Theodor von Cramer-Klett und Wilhelm von Finck (Miteigentümer der Privatbank Merck Finck & Co) die Münchener Rückversicherungs-Gesellschaft und war bis 1922 auch deren Generaldirektor; Aufsichtsratsmitglied blieb er bis zu seinem Tod. Im Jahr 1888 wurde das Unternehmen in eine Aktiengesellschaft umgewandelt, bereits zu Thiemes Zeiten expandierte es weltweit und machte sich früh einen Namen als größte Rückversicherungsgesellschaft der Welt.
Daneben war Thieme zusammen mit Wilhelm von Finck 1890 an der Gründung der Allianz Versicherungsgesellschaft in Berlin beteiligt.

## Ehrungen
Mit der Verleihung des Verdienstordens der Bayerischen Krone durch König Ludwig III. wurde Thieme 1914 in den persönlichen Adelsstand erhoben. Nach ihm wurde in München das östliche Teilstück der Martiusstraße am Hauptverwaltungsgebäude der Münchener Rückversicherungs-Gesellschaft in Thiemestraße umbenannt.

## Familie
Carl Thieme heiratete am 10. Mai 1870 Marie von der Nahmer. Aus der Ehe gingen sieben Kinder hervor. Ihr 1871 erstgeborener Sohn Friedrich, gen. Fitz, wurde Prokurist in den Versicherungsunternehmen des Vaters. Der 1878 geborene Sohn Walter studierte Theologie und wirkte jahrzehntelang als Pfarrer sowie Inspektor und mehrere Jahre als Vorsitzender der Berliner Stadtmission.
Carl Thieme heiratete nach dem Tod seiner ersten Ehefrau, die 1883 bei der Geburt ihres siebten Kinds mit diesem zusammen starb, 1885 die siebzehn Jahre jüngere Else von Witzleben. Aus dieser zweiten Ehe gingen vier weitere Kinder hervor, drei Mädchen und ein Junge.
Dazu kam noch der bereits 1863 unehelich geborene Sohn Oskar Thieme, der den Familiennamen seines Vaters trug. 1921 erwarben Carl und Else von Thieme Schloss Weißenstein bei Matrei in Osttirol als Familiensitz.
Oskar Thieme (1863–1946) arbeitete ebenfalls bei Versicherungsgesellschaften, zuletzt in Berlin bei der Heinrich Fraenkel AG (Hafag). Einer der Schwiegersöhne von Carl Thieme war der Maler, Grafiker und Illustrator Walter Schnackenberg (1880–1961).